# Carl Vital Moor

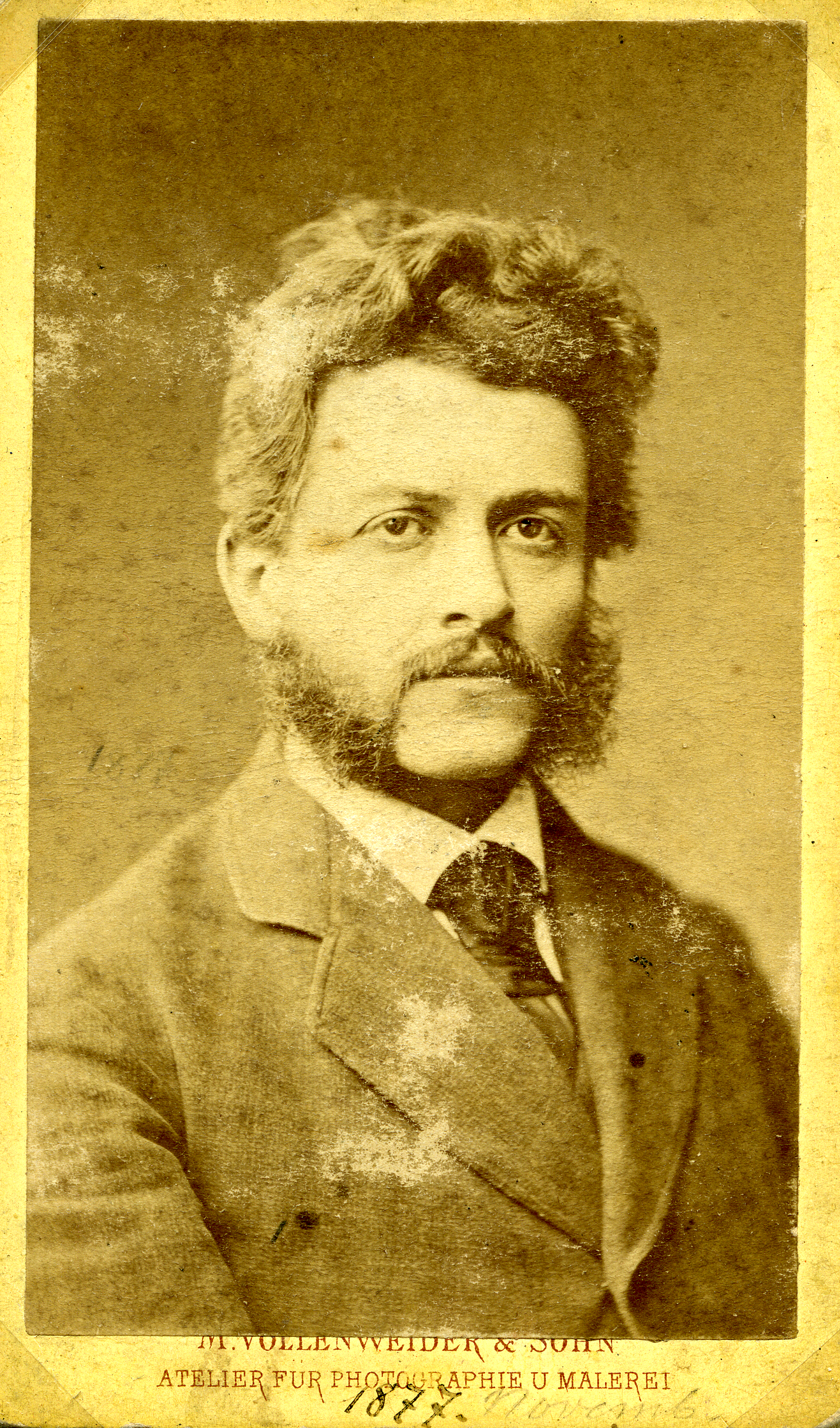
Carl Moor (1877)

Carl Vital Moor, auch bekannt als Karl Moor, (* 11. Dezember 1852 in Freiburg im Üechtland; † 14. Juni 1932 in Berlin) war ein Schweizer Journalist und sozialdemokratischer Politiker, sowie ein Geheimagent für die Mittelmächte im Ersten Weltkrieg.

## Biografie
Carl Vital Moor wurde 1852 in Freiburg (Schweiz) als unehelicher Sohn von Maria Anna Moor geboren. Sein Vater stammte aus dem Kanton Freiburg, er wandte sich nach der Geburt von der Familie ab. Der deutsche Baron Theodor Freiherr Buirette von Oehlefeldt, den Maria Anna Moor später heiratete, wird oft fälschlicherweise als der leibliche Vater von Moor angegeben, was aber auf Moors eigenen Aussagen beruht. Der junge Carl Moor wuchs in Aarau, Graz und Nürnberg auf. Er studierte von 1871 bis 1874 an verschiedenen deutschen Universitäten und anschliessend bis 1876 in Bern. Zwischen 1876 und 1881 war er wieder an deutschen Universitäten immatrikuliert. Er besuchte Veranstaltungen in den Fächern Jura, Staatswissenschaften, Geschichte, Philosophie, Philologie und Anthropologie, schloss sein Studium aber nie ab. Schon während seiner Studienzeit war er als Journalist für die Zürcher Tagwacht tätig.
1881 wurde er mit Verweis auf das Sozialistengesetz aus Deutschland ausgewiesen, woraufhin er nach Basel zog. Dort arbeitete er zwischen 1881 und 1885 als Stationsgehilfe im Bahnhof Basel als Angestellter der Schweizerischen Centralbahn. Während dieser Zeit trat er der Sozialdemokratischen Partei der Schweiz (SP) bei. 1885 war er für kurze Zeit nichtzeichnender Redaktor der sozialpolitisch ausgerichteten Schweizer Grenzpost in Basel.
Anfang der 1890er Jahre zog er nach Bern und war dort wohnhaft bis 1917. 1894 wurde er Redaktor der Berner Tagwacht, nachdem er zuvor schon Vorsitzender der «Berner Arbeiterunion» geworden war, die diese Zeitung herausgab. Diese Position hatte er bis 1907 inne. Wegen seiner radikalen Ansichten kam es zu einer Spaltung in der Berner Arbeiterbewegung. Er stritt sich unter anderem mit Albert Steck, der eine etwas gemässigtere Politik verfolgte. Nach dessen Tod 1899 konnte Moor eine führende Position unter den Berner Sozialdemokraten erlangen.
1897 wurde er in den Berner Stadtrat gewählt, dem er bis 1920 angehörte. Im Grossen Rat, in den er ebenfalls 1897 eintrat, blieb er bis 1922.
Moor hatte seit seiner Jugend Kontakt zu Sozialisten aus verschiedenen Ländern. Er nahm unter anderem an Kongressen der Ersten und Zweiten Internationale teil und konnte so viele Kontakte knüpfen. So lernte er auf dem Internationalen Sozialistenkongress 1904 Lenin kennen. 1908 wurde er Schweizer Vertreter im «Internationalen Sozialistischen Büro» (ISB). Im Jahre 1915 nahm er an der Zimmerwalder Konferenz teil.
Nachdem 1908 seine Mutter gestorben war, erbte er einen Millionenbetrag. Mit diesen finanziellen Mitteln unterstützte er die Bolschewiki im Schweizer Exil. Allgemein unterstützte er verschiedene sozialistische Parteien im Laufe der Zeit mit mehreren hunderttausend Franken. Um die Russische Revolution zu unterstützen, gab er den Bolschewiki ein Darlehen, das nach der Revolution zurückgezahlt werden sollte. Daher reiste er 1917 nach Moskau, um sein Geld zurückzufordern, blieb zunächst aber erfolglos und zog deshalb 1919 zurück nach Bern. Da er mittlerweile in grossen finanziellen Schwierigkeiten steckte, ging er 1920 wieder nach Moskau und versuchte mit allen Mitteln, sein Geld zurückzuerhalten. Erst 1927 war es ihm gelungen, den grössten Teil der Summe zurückzubekommen. Im selben Jahr begab er sich nach Berlin, wo er die letzten Jahre seines Lebens in einem privaten Sanatorium verbrachte. 1932 heiratete er die 1888 in Russland geborene Pflegerin Vera, geborene Eremeeff und starb noch im selben Jahr.

## Geheimdienstliche Aktivität
Obwohl Moor bis Anfang des 20. Jahrhunderts politisch gesehen klar nach links ausgerichtet war, spionierte er während des Ersten Weltkrieges die Bolschewiki für die Mittelmächte aus. Dabei arbeitete er sowohl für das Deutsche Reich als auch für Österreich-Ungarn, wobei er keine der beiden kriegsführenden Mächte über seine Anstellung bei der anderen informierte. Sein Ziel war es, einen separaten Frieden zwischen den Mittelmächten und den Bolschewiki herzustellen, die er ja mit seinem Geld unterstützt hatte. Wem dabei seine Loyalität gehörte, ist nicht vollständig abgeklärt, aber er schien weder den Mittelmächten noch den Bolschewiki oder der Zimmerwalder Konferenz schaden zu wollen.
Seine geheimdienstlichen Aktivitäten wurden der Öffentlichkeit bekannt, als 1945 die deutschen und österreichischen Archive geöffnet wurden. Zuvor galt er bloß als Unterstützer der Bolschewiki und einer der letzten grossen Pioniere der Ersten Internationale. Er hatte aber durch seinen Stiefvater schon von früher Kontakt mit verschiedenen einflussreichen Personen in der deutschen und österreichischen Regierung, so etwa mit dem bayrischen Kriegsminister und bayrischen Gesandten in Wien. Dadurch fiel es ihm zu Beginn des Krieges leicht, die Gesandten der Mittelmächte in Bern davon zu überzeugen, dass er auf ihrer Seite war. Er versorgte sie mit Informationen zu den revolutionären Gruppen der Sozialdemokraten und versuchte immer auch seine eigenen Ideen einzubringen. Besonders interessiert waren seine Vorgesetzten über die Geschehnisse an der Zimmerwalder Konferenz 1915 und auch der Stockholmer Konferenz 1917. Seine Aussagen und Informationen erreichten die höchsten Stellen, so etwa den deutschen Verhandler in Versailles, Ulrich von Brockdorff-Rantzau.

## Politische Funktionen
- 1882: Beitritt zur Sozialdemokratischen Partei in Basel
- 1894: Vorsitzender der Arbeiterunion
- 1897–1920: Mitglied im Berner Stadtrat
- 1897–1922: Mitglied im Berner Grossen Rat
- 1908: Schweizer Vertreter im Internationalen Sozialistischen Büro
- 1909: Präsident Berner SP